# Baronet of Canons Ashby

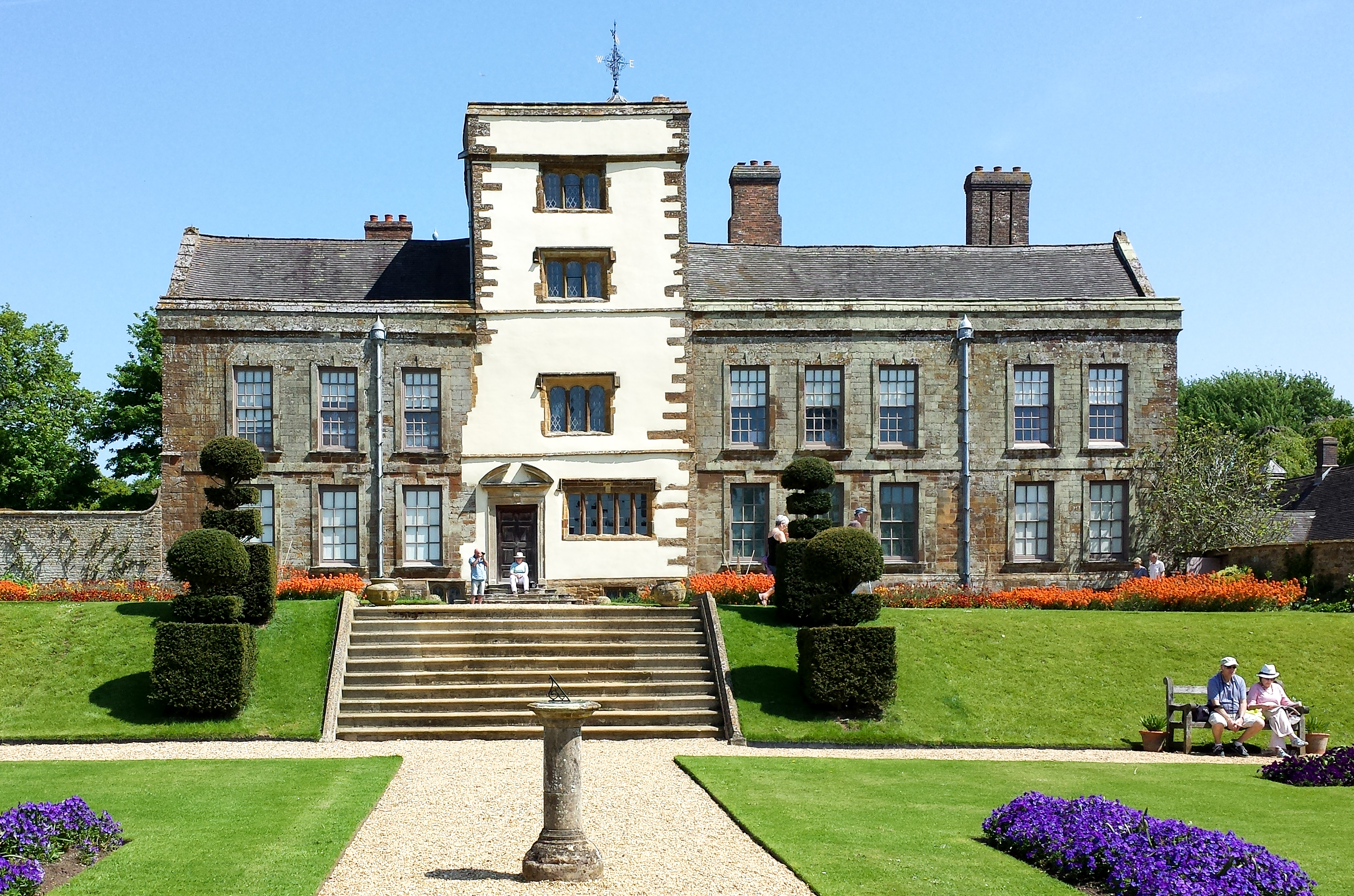
Canons Ashby House: familiebezit Dryden

De Baronet of Canons Ashby is een erfelijke, niet-adellijke Engelse, later Britse eretitel.

## Geschiedenis
De eretitel, verbonden aan Canons Ashby, is een op 16 november 1619 gecreëerde Engelse titel voor Erasmus Dryden (1553-1632) die high sheriff was van Northamptonshire en parlementslid voor Banbury. De titel ging op 2 mei 1795 als Britse, tweede gecreëerde titel 'over' op John Dryden [tot 1791: Turner] (1752-1797) die bij Koninklijk Besluit in 1791 naamswijziging verkreeg van Turner tot Dryden; hij was in 1781 getrouwd met Elizabeth Dryden (1753-?), tantezegger van Sir John Dryden, 7e en laatste baronet van Canons Ashby uit het geslacht Dryden. In 1874 volgde hun kleinzoon, Sir Henry Edward Leigh Dryden (1818-1899), 4e baronet van Canons Ashby, tevens op in de titel van baronet of Ambrosden, een titel die in 1733 verleend was aan een directe voorvader Turner; sindsdien zijn beide baronettitels in een persoon verenigd.

## Enkele telgen

### Eerste creatie (1619)

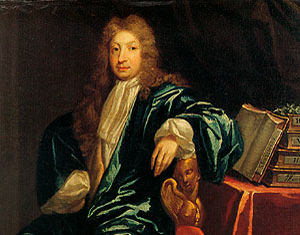
John Dryden (1631-1700)

Sir Erasmus Dryden, 1e baronet (1553-1632), parlementslid
- Sir John Dryden, 2e baronet (†1658), parlementslid
  - Sir Robert Dryden, 3e baronet (†1708)
- William Dryden (†1660)
  - Sir John Dryden, 4e baronet (†1710)
- Erasmus Dryden (†1654)
  - John Dryden (1631-1700), letterkundige
    - Sir Erasmus Henry Dryden, 5e baronet (1669–1710)

  - Sir Erasmus Dryden, 6e baronet (†1718)
    - Edward Dryden (†1717)
      - Sir John Dryden, 7e en laatste baronet (†1770)
      - Bevill Dryden
        - Elizabeth Dryden (1753-?); trouwde in 1781 met John Turner [na 1791: Dryden] (1752-1797), 1e baronet (tweede creatie)

### Tweede creatie (1795)
Sir John Dryden [tot 1791: Turner] (1752-1797), 1e baronet

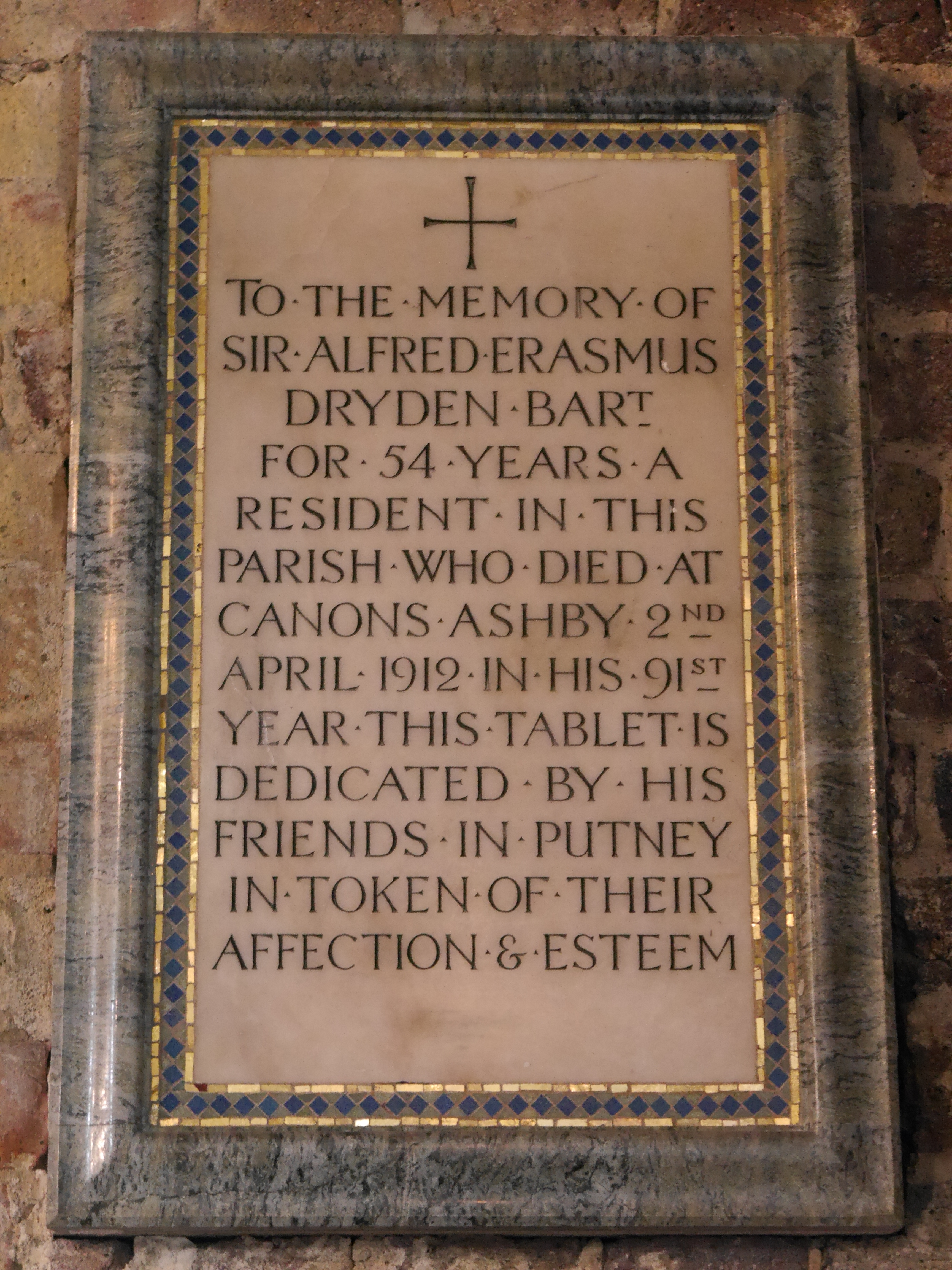
Sir Alfred Erasmus Dryden (1822-1912) gedenkplaat, St Mary's, Putney, London

- Sir John Edmund Dryden, 2e baronet (1782-1818)
- Sir Henry Dryden, 3e baronet (1787-1837)
  - Sir Henry Edward Leigh Dryden, 4e baronet (1818-1899), 7e baronet of Ambrosden sinds 1874, oudheidkundige en archeoloog
  - Sir Alfred Erasmus Dryden, 5e en 8e baronet (1822-1912)
    - Sir Arthur Dryden, 6e en 9e baronet (1852-1938)
- Charles Beville Dryden (1798-1883)
  - John Erasmus Skottowe Dryden (1853-1925)
    - Sir Noel Percy Hugh Dryden, 7e en 10e baronet (1910-1970)
      - Sir John Stephen Gyles Dryden, 8e en 11e baronet (1943)
        - John Fredrick Simon Dryden (1976), vermoedelijke opvolger in beide titels